# Wissenschaftsästhetik
Die Wissenschaftsästhetik untersucht die ästhetische Dimension wissenschaftlicher Prozesse. So produziert die Wissenschaft zahlreiche Bilder, Filme, aber auch Geräusche von ästhetischem Charakter. In einem erweiterten Sinn haben auch wissenschaftliche Theorien und Erkenntnisse ästhetische Eigenschaften. Auch kreatives wissenschaftliches Arbeiten weist einige Ähnlichkeiten zum Prozess künstlerischen Schaffens auf.

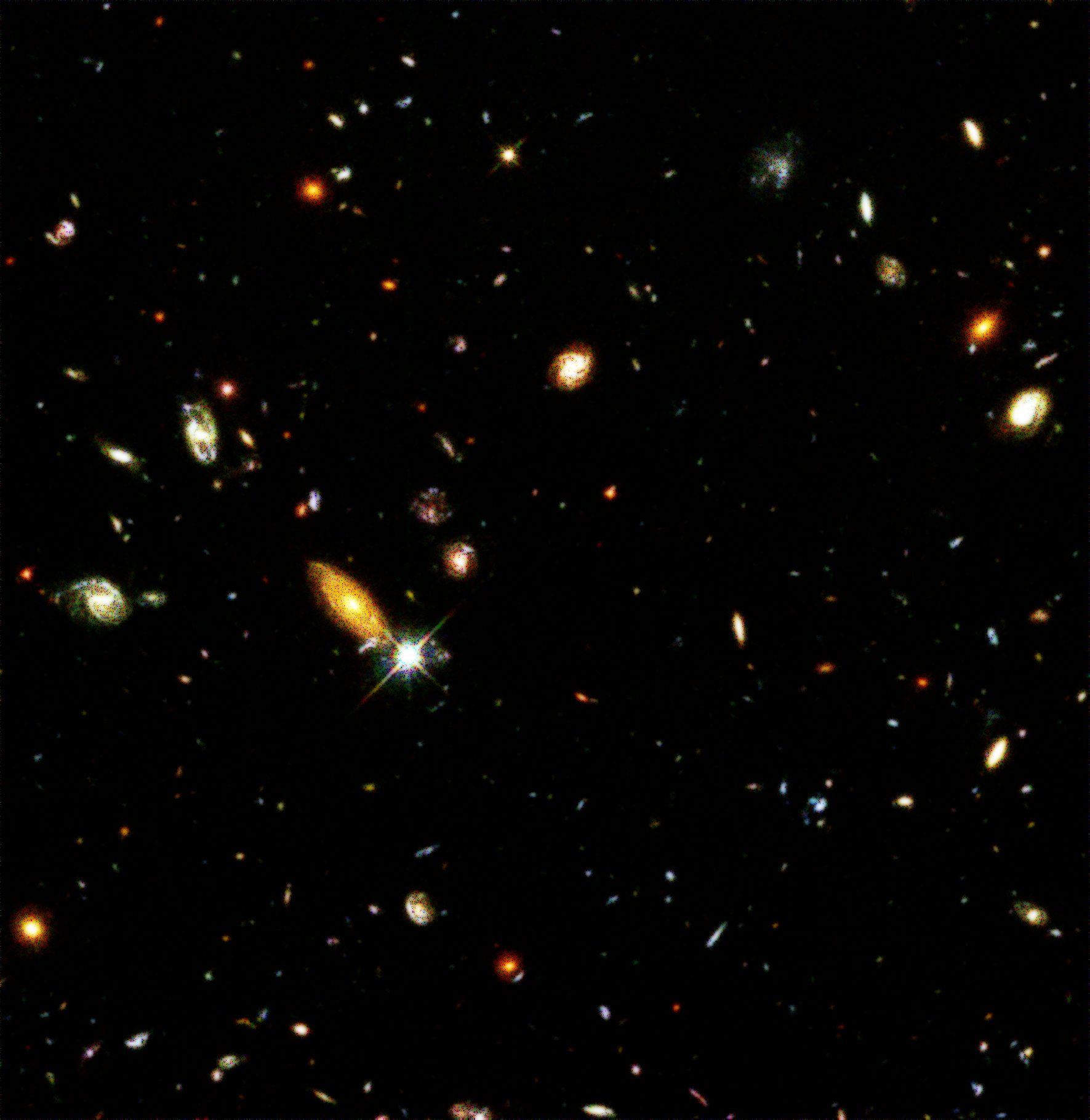
Galaxien vom Hubble-Teleskop aus aufgenommen

## Ästhetische Motive innerhalb der Wissenschaft
Viele Mathematiker, Physiker oder Biologen stellen Gemeinsamkeiten fest zwischen wissenschaftlicher und künstlerischer Tätigkeit. Dazu gehört
- die Eleganz mathematischer und physikalischer Gesetze und Zusammenhänge (z. B. der Goldene Schnitt mit seinen faszinierenden mathematischen Eigenschaften)
- der Formenreichtum in der Tier- und Pflanzenwelt

Darüber hinaus jegliche Form von Bildern, die die jeweilige Wissenschaft „ästhetisieren“:
- in der Mathematik die faszinierenden Bilder von Fraktalen
- in der Astronomie (oft Falschfarben-)Bilder von Galaxien und anderen kosmischen Erscheinungen
- Bilder aus dem Mikrokosmos (Nanotechnologie, Mikroorganismen, Molekularbiologie etc.).
- Satellitenaufnahmen von der Erde
- Vereinfachte Strukturen und Modelle, die den Charakter wissenschaftlicher Ikonen bekommen haben wie das klassische Atom-Modell oder die Doppelhelix der DNA.

## Die ästhetische Dimension der Wissenschaft insgesamt
Einige Wissenschaftler vertreten die Überzeugung, dass die Wissenschaft insgesamt eine ästhetische Dimension hat. Demnach ist Ästhetik kein schöngeistiger Nebenaspekt, kein Epiphänomen der Wissenschaft, sondern eine essentielle Voraussetzung. Wissenschaft sei ohne ästhetisches Empfinden ebenso wenig denkbar wie die Kunst. Vor allem von Physikern wird diese Überzeugung häufig vertreten. So meinte der Physiker Paul Dirac, es sei wichtiger, dass Gleichungen, die man entwickelt, schön seien, als sie den Ergebnissen seiner Experimente anzupassen. Der Mathematiker Roger Penrose wiederum ist davon überzeugt, dass die Richtigkeit einer Theorie mit ihrer Schönheit zusammenhängt. Generell wendet sich dieser Ansatz gegen die alte Vorstellung, Ästhetik als „sinnliche Form der Erkenntnis“ sei das Gegenteil von „Rationalität“ – vielmehr könnte gerade mathematische Rationalität hoch ästhetisch sein. Als besondere Kritikerin des Ansatzes trat die Physikerin Sabine Hossenfelder in Erscheinung, für die das ästhetische Ansinnen in der Grundlagenforschung zu Bindung von Personal und Fehlinvestitionen führt.
Ästhetische Motive lassen sich jedoch in allen Wissenschaften finden. Manche Wissenschaftshistoriker untersuchen die ästhetischen Eigenschaften von Theorien. So begründet der Wissenschaftshistoriker James W. McAllister einen Zusammenhang zwischen der ästhetischen Entwicklung und den sogenannten Paradigmenwechseln, wie sie Thomas S. Kuhn beschrieben hat.

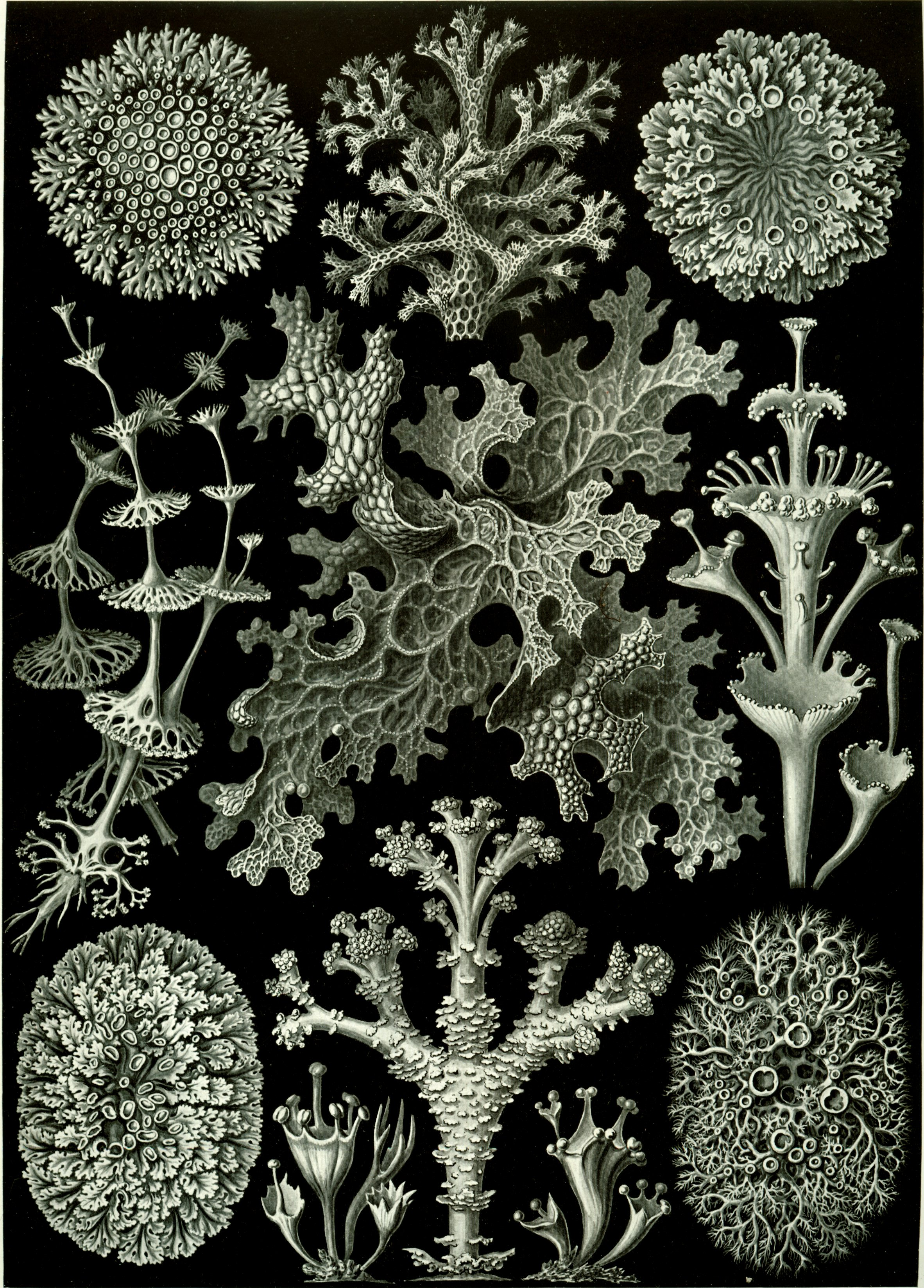
„Kunstformen der Natur“ nach Haeckel

## Gemeinsamkeiten und Unterschiede zwischen wissenschaftlicher und künstlerischer Ästhetik
Wissenschaftler haben es häufig mit Objekten zu tun, deren Formen ästhetischen Charakter haben. Der Biologe und Naturphilosoph Ernst Haeckel demonstrierte dies am Beispiel seiner „Kunstformen der Natur“. Ähnlich ästhetische Objekte lassen sich neben der Biologie in vielen anderen Disziplinen finden, von der Mathematik über die Mineralogie bis zur Geographie und Astronomie. Bereits historische Landkarten oder anatomischen Karten belegen, dass die künstlerische Komponente wissenschaftlichen Schaffens kein neues Phänomen ist, sondern dass es die Wissenschaft von Anfang an begleitete. Umgekehrt ließen sich immer wieder Künstler von wissenschaftlichen Erkenntnissen inspirieren, wie etwa M. C. Escher oder René Binet (1866–1911). Die Ästhetisierung wissenschaftlicher Erkenntnisse zeigt sich heute nicht zuletzt in aufwändig gestalteten Bildbänden und Kalendern mit wissenschaftlichen Motiven.
Trotz der Parallelen zwischen Kunst und Wissenschaft gibt es einige Unterschiede, insbesondere bei den angelegten ästhetischen Kriterien. Darauf hat der Philosoph Nelson Goodman hingewiesen. So zeichnen sich künstlerische Werke durch „Fülle“ aus: Jedes Detail zählt. Alles, was man an einem Kunstwerk wahrnehmen kann, kann Gegenstand des Urteils werden. Niemand gibt sich mit einem Musikstück zufrieden, in dem die Melodie „im Prinzip“ erkennbar ist, und niemand beurteilt ein Gemälde danach, ob es ein Objekt „im Wesentlichen“ richtig darstellt. Anders bei wissenschaftlichen Werken: Bei der Beurteilung eines wissenschaftlichen Artikels zählt vor allem der abstrakte Gehalt an: Die Aussagen müssen plausibel, der Text verständlich und die Grafiken richtig gezeichnet sein, aber es ist nicht wichtig, in welchem Schrifttyp der Text gedruckt ist, oder ob die Linien in den Grafiken rot oder blau, gestrichelt oder gepunktet sind, solange sie im Prinzip die Verhältnisse richtig wiedergeben. Auch der sprachliche Stil ist bei der Beurteilung einer wissenschaftlichen Theorie zweitrangig – im Gegensatz zu einem Gedicht oder einem Roman.

## Wissenschaftslyrik
Die ästhetische Dimension der Wissenschaft kommt auch in lyrischen Werken zum Ausdruck, die sich explizit mit Wissenschaft und wissenschaftsnahen Themen beschäftigen. Dazu gehören im deutschsprachigen Raum Gedichtbände wie Hans Magnus Enzensbergers „Die Elixiere der Wissenschaft“ und Gábor Paáls „Lyrik ist Logik“. Der prominenteste Wissenschaftslyriker im angelsächsischen Raum ist Chemie-Nobelpreisträger Roald Hoffmann. Hoffmann sieht viele Parallelen zwischen Wissenschaft und Lyrik: So arbeiten beide mit sehr artifiziellen verdichteten Ausdrucksformen, in denen es auf Genauigkeit ankommt. Beide setzen dabei eine gewisse Könnerschaft voraus. Auch seien bei Wissenschaftler wie Dichtern ähnliche Motive zu beobachten.

## Wissenschaft und Popkultur: Science-Slams, Musik-Videos u.a.
Science-Slams haben in der Regel zwar kein lyrisches Format, obwohl sie ihre Entstehung den Poetry Slams verdanken. In Science-Slams versuchen Wissenschaftler, das Publikum in einer kurzen, verständlichen, unterhaltsamen und originellen Form für ihre eigene Forschung zu begeistern. Ähnlich den Poetryslams gibt es hier inzwischen zahlreiche Wettbewerbe.
Auch in Musikvideos werden wissenschaftliche Inhalte ästhetisch verarbeitet. Ein Beispiel hierfür ist die Serie „Symphony of Science“ des US-Komponisten John Boswell.
Mit dem Aufkommen sozialer Netzwerke haben sich populäre Internetseiten etabliert, die wissenschaftliche Kuriositäten mit ästhetischen Motiven verbinden. Zu den bekanntesten gehört IFLScience („I fucking love Science“), die allein auf Facebook (Stand 2014) mehr als 15 Millionen Abonnenten zählt.